# Табеева, Дина Мухамедовна
Дина Мухамедовна Табеева (2 октября 1929, Казань — 28 марта 2023, Москва) — советский, российский невролог. Доктор медицинских наук (1981), профессор (1982). Заслуженный врач Татарской АССР (1980).

## Биография
В 1960—1982 годах работала в Казанском ГИДУВе, где с 1977 года заведовала кафедрой рефлексотерапии. Тогда ею были организована первая в СССР кафедра и клиника рефлексотерапии.
С 1982 года заведующая отделением рефлексотерапии Всероссийского НИИ общей и судебной психиатрии в Москве (ныне — Федеральный медицинский исследовательский центр психиатрии и наркологии имени В. П. Сербского).
Супруга советского партийного и государственного деятеля Ф. А. Табеева (1928—2015).
Скончалась 28 марта 2023 года на 94-м году жизни. Похоронена на Даниловском мусульманском кладбище Москвы.

## Работы
- Руководство по иглорефлексотерапии / Д. М. Табеева. — М. : Медицина, 1980. — 560 с.
- Иглотерапия : монография / Д. М. Табеева. — Москва : РАТМОС, 1994. — 472 с. — ISBN 5-88317-001-3
- Практическое руководство по иглорефлексотерапии : научное издание / Д. М. Табеева. — М. : МЕДпресс, 2001. — 456 с.
- Практическое руководство по иглорефлексотерапии : Учебн. пособие / Д. М. Табеева. — 3-е изд. — М. : МЕДпресс-информ, 2014. — 440 с.